# Adenauerallee 131a (Bonn)

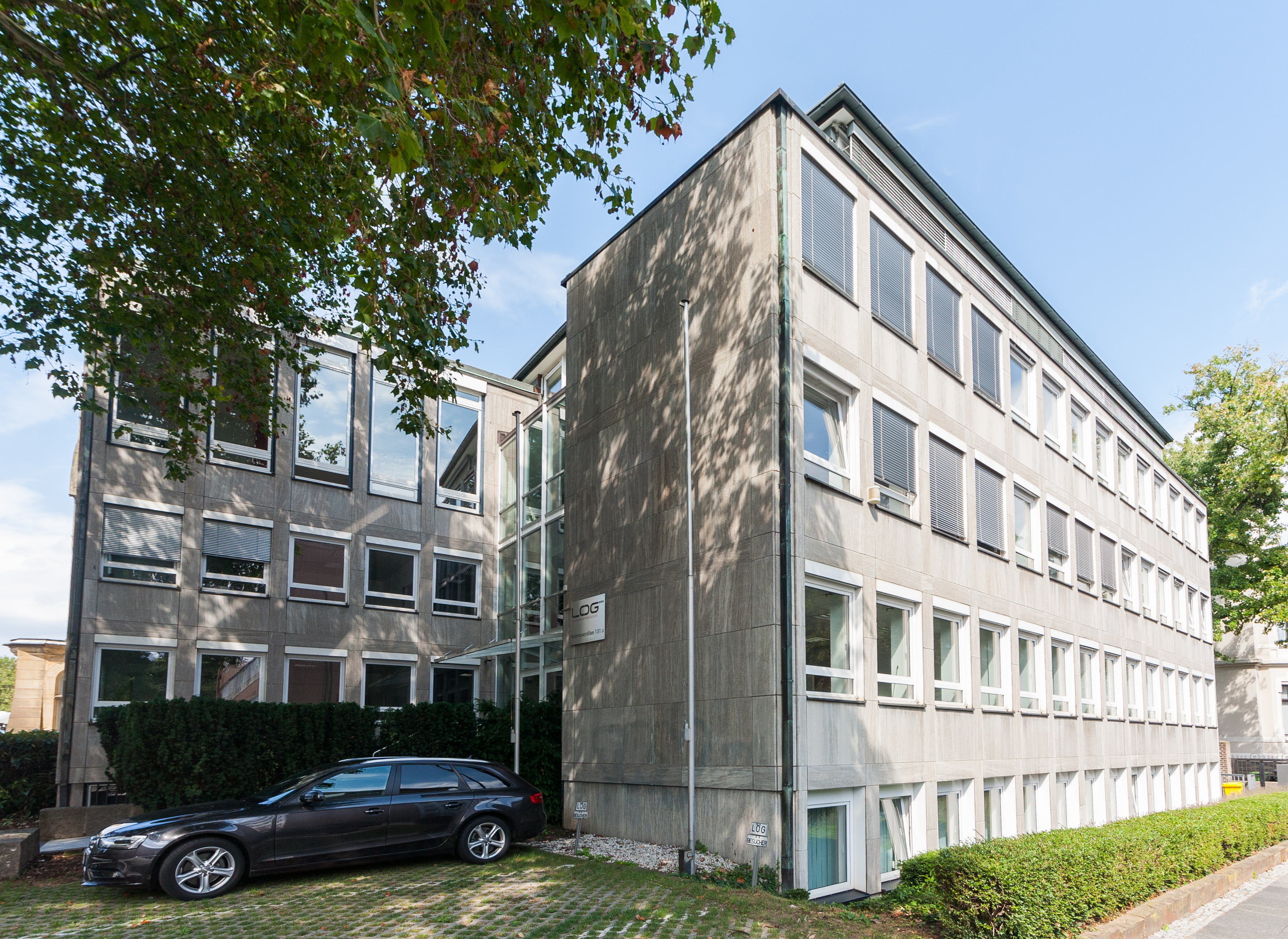
Haus Adenauerallee 131a (2013)

Das Gebäude Adenauerallee 131a ist ein Bürogebäude im Bonner Ortsteil Gronau, das 1953 als Haus des Deutschen Handwerks errichtet wurde. Es liegt im Norden des Bundesviertels an der Ostseite der Adenauerallee (B 9) Ecke Kaiser-Friedrich-Straße gegenüber dem Museum Koenig und bildet einen gemeinsamen Gebäudekomplex mit der Villa Adenauerallee 131.

## Geschichte
Das Gebäude entstand als „Haus des Deutschen Handwerks“ für den Zentralverband des Deutschen Handwerks (ZDH) nach einem Entwurf des Bonner Architekten Ernst van Dorp. Der ZDH hatte nach seiner Gründung im November 1949 zunächst im Haus der Kreishandwerkerschaft Bonn (Meckenheimer Allee 67) seine Geschäftsstelle eingerichtet. Zur Bewältigung der wachsenden Aufgaben entschloss sich der Verband für den Bau eines eigenen, repräsentativen Geschäftsgebäudes. Er erwarb die Villa Adenauerallee 131 (erbaut 1900/01) samt Grundstück an der damaligen Koblenzer Straße, ließ sie renovieren und direkt angrenzend den Neubau erstellen. An diesem beteiligten sich auch rund 80 Handwerksfirmen durch die Stiftung von Kunsthandwerken. Anfang September 1953 war er fertiggestellt und wurde bereits vom ZDH bezogen, die Einweihung erfolgte am 5. November in Anwesenheit von Bundeskanzler Konrad Adenauer und Bundespräsident Theodor Heuss. Der Bonner Fotograf Hans Schafgans erstellte noch im selben Jahr eine fotografische Dokumentation des Neubaus.

„[E]ines der repräsentativsten und in seiner
geschmackvollen Innenausstattung eines der schönsten Verwaltungsgebäude, die Bonn gegenwärtig aufzuweisen hat.“

Der Zentralverband des Deutschen Handwerks errichtete 1964–1966 ein neues „Haus des Deutschen Handwerks“ an der Johanniterstraße. Mitte 1965 (Kaufvertrag vom 18. Juni) erwarb die Deutsche Gesellschaft für Auswärtige Politik den nun freiwerdenden Gebäudekomplex vom ZDH aus Mitteln der Stiftung Volkswagenwerk für 2,4 Millionen DM und nahm dort im April 1966 ihren Sitz, in die Villa Adenauerallee 131 zog 1983/84 auch die Atlantik-Brücke e.V. ein. Als Folge der Verlegung des Regierungssitzes nach Berlin zogen die DGAP und die Atlantik-Brücke 1999 dorthin um. Ende 2002 bezog die Log GmbH (Logistik-Systembetreuungs-Gesellschaft) mit rund 70 Mitarbeitern, ein für die Bundeswehr tätiges Beratungs- und Dienstleistungsunternehmen bei der Lösung und Realisierung von Aufgaben im Logistik- und Informationsmanagement, das Gebäude. 2016 wurde es Sitz der Bundeszentrale für politische Bildung.

## Architektur
Das Bürogebäude umfasst drei Geschosse sowie ein zurückgesetztes Dachgeschoss. Es besteht aus zwei vor einem platzartigen Freiraum gegeneinander versetzten Trakten, von denen einer direkt an die unter Denkmalschutz stehende Villa Adenauerallee 131 angrenzt. Zwischen den Trakten liegt eine vollständig verglaste Eingangshalle zur Erschließung des Gebäudes. Die Fassaden sind mit Muschelkalk verkleidet und mit Kupfer eingefasst. Zur ursprünglichen Innenausstattung des Gebäudes gehörten farbige Glasfenster, Keramiken und schmiedeeiserne Gitter.